# Miroir d'eau
Miroir d'eau es una piscina reflectante ubicada en la ciudad de Burdeos, Francia. Fue construida en 2006 y es la más grande del mundo de estas características.

## Historia
La creación de la obra fue dentro del marco de la reforma del litoral del Río Garona que pasaba por el centro de Burdeos, con la idea de priorizar el uso del espacio público a los peatones, bicicletas y transporte público como el tranvía, ayudando a revitalizar la zona y darle un carácter más familiar y lúdico. Anteriormente, hasta finales de los años 90, con una presencia del vehículo privado dominante, la zona estaba ocupada un gran zona de aparcamiento de vehículos. Las obras para la reforma del lugar iniciaron en 2005 y terminaron en 2006, costando 103 millones de euros, financiado principalmente por la Comunidad Urbana de Burdeos y Europa. La obra fue ideada por el ingeniero parisino Jean-Max Llorca en colaboración con el paisajista Michel Corajoud, a quien se le había encargado la restauración y del litoral del río Garona, incluyendo el contorno ajardinado del Miroir d'eau, convirtiéndose en uno de los principales focos turísticos de la ciudad. La construcción se realizó al lado este de la Place de la Bourse, el único lado que no queda cerrado por bloques de edificios y que queda a pocos metros de la orilla del río Garona en su paso por la ciudad francesa.

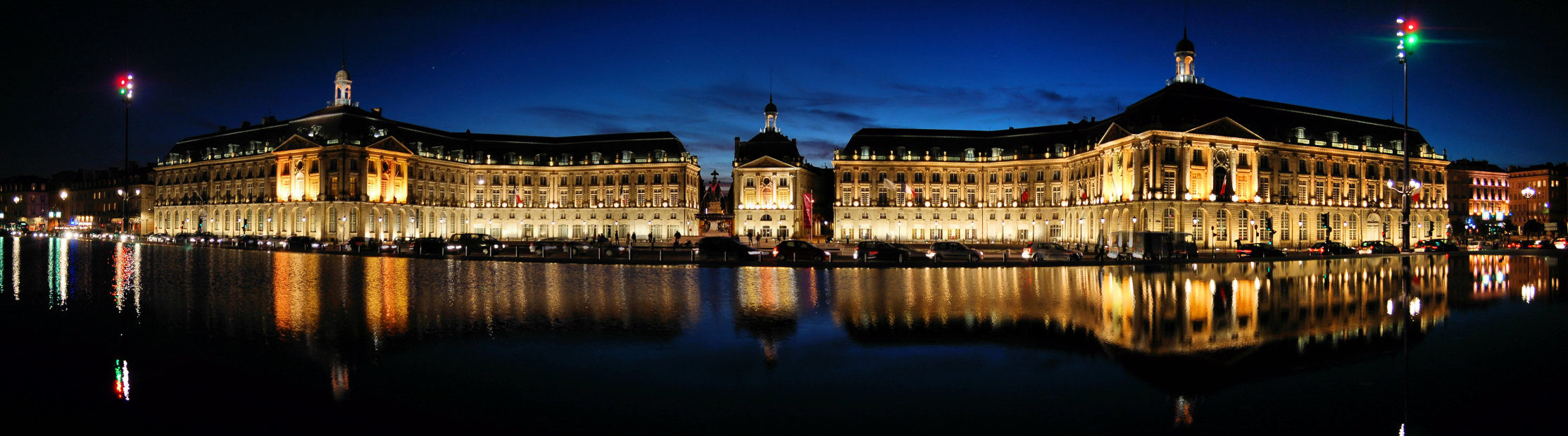
Panorámica nocturna del Miroir d'eau, obervándose el reflejo de los edificios históricos de la Place de la Bourse

## Descripción
La piscina alcanza los 3450 m² y es una construcción abierta al público todo el año, sin acotar, siendo parte del paisaje urbano del centro de Burdeos. La profundidad es de unos 2 cm y entre las 10 de la mañana y las 10 de la noche, se activan distintas acciones como neblinas inducidas que pueden alcanzar los 2 metros de altura y chorros de agua pulverizada, además del reflejo habitual de la plaza. El sistema de bombas que tiene debajo del suelo, permite el llenado y vaciado rápido del mismo para poder dedicarlo a juegos de agua o bien dejarlo seco temporalmente y usable para otros fines tales como conciertos.

El lugar está conectado por rutas ciclistas y peatonales que conectan diferentes puntos clave a lo largo del río Garona, además de estaciones del tranvía de Burdeos.

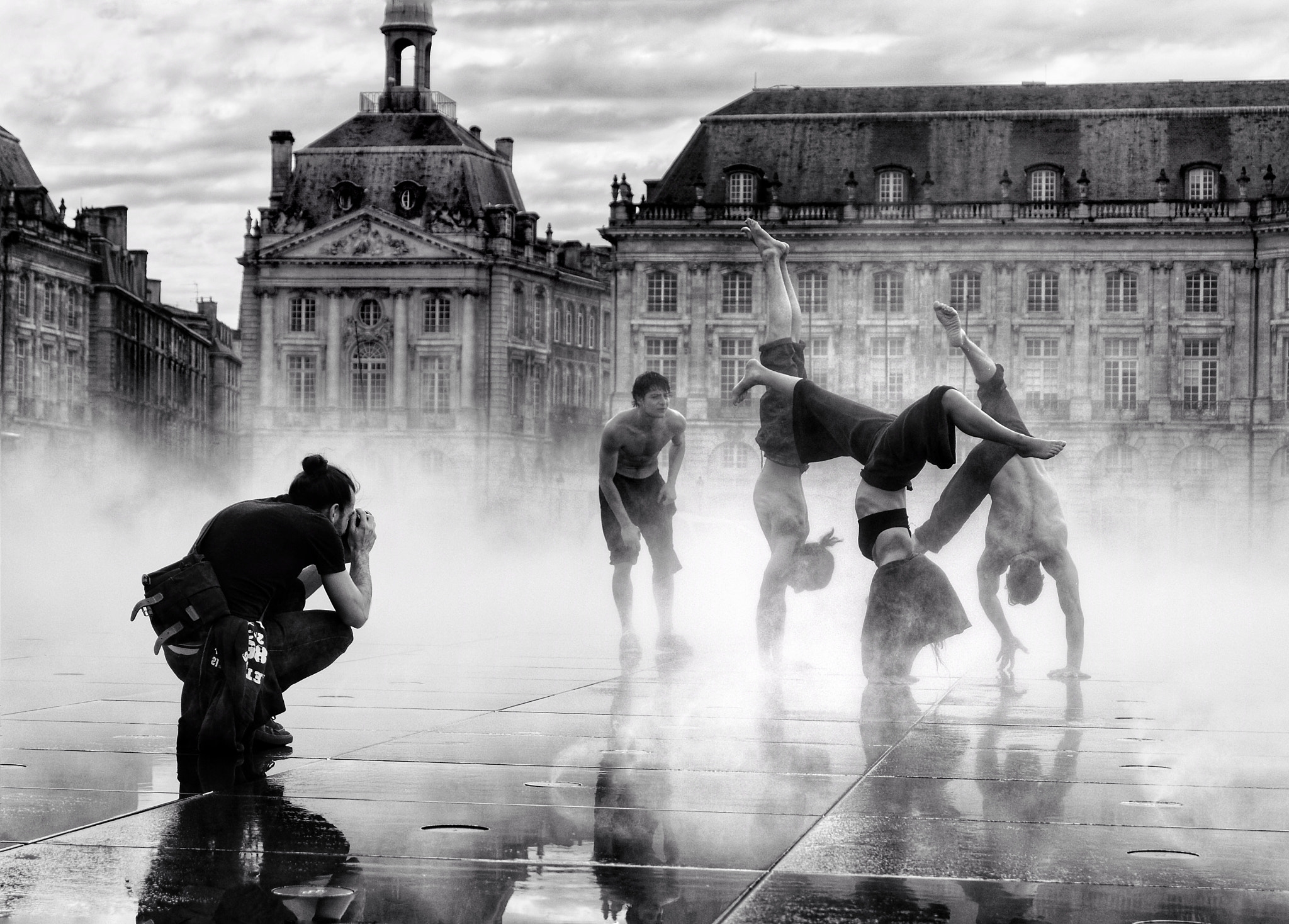
Efectos de neblina de día, con el nivel bajo de agua.
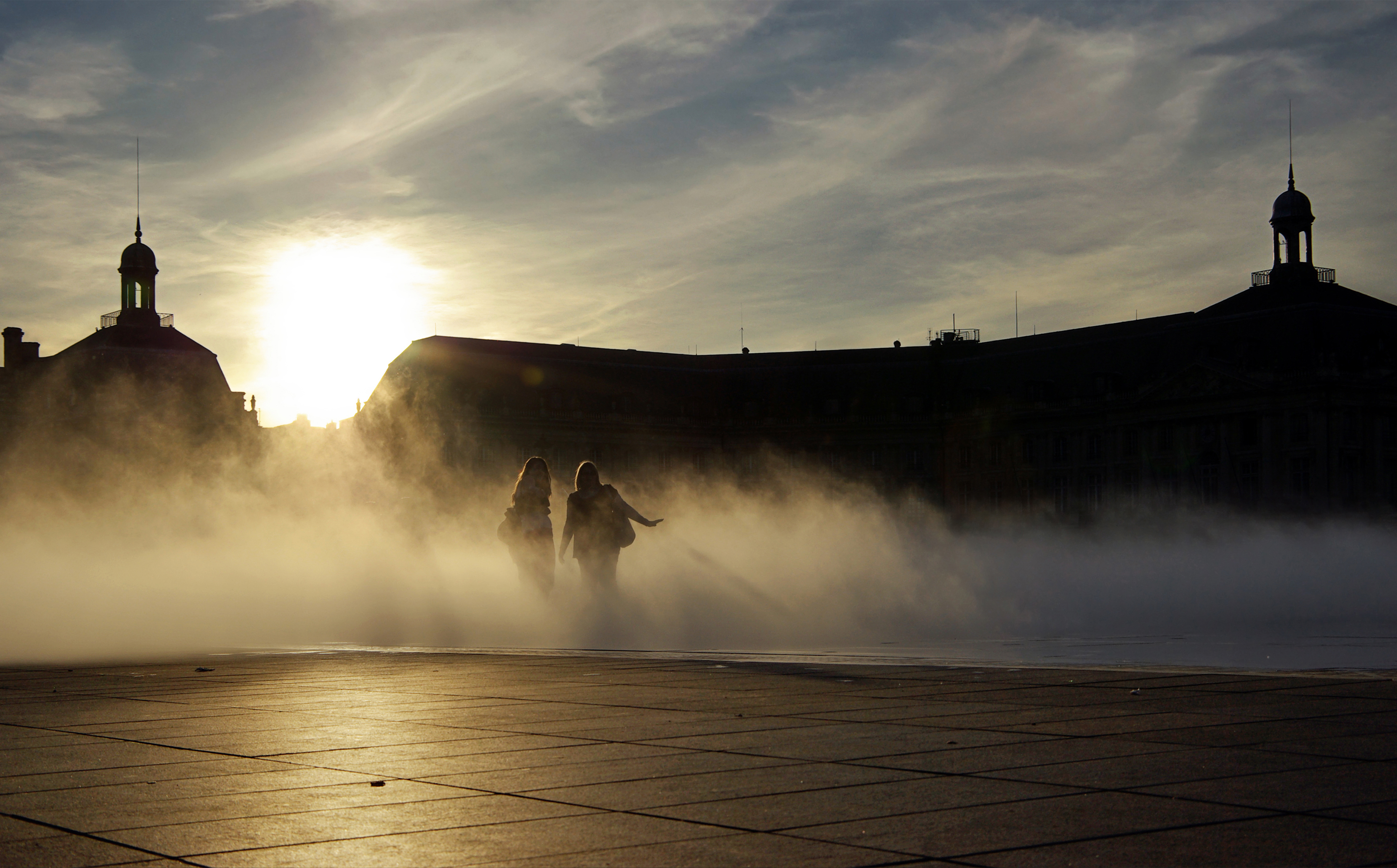
Efectos de neblina durante la puesta de sol, con el nivel bajo de agua.
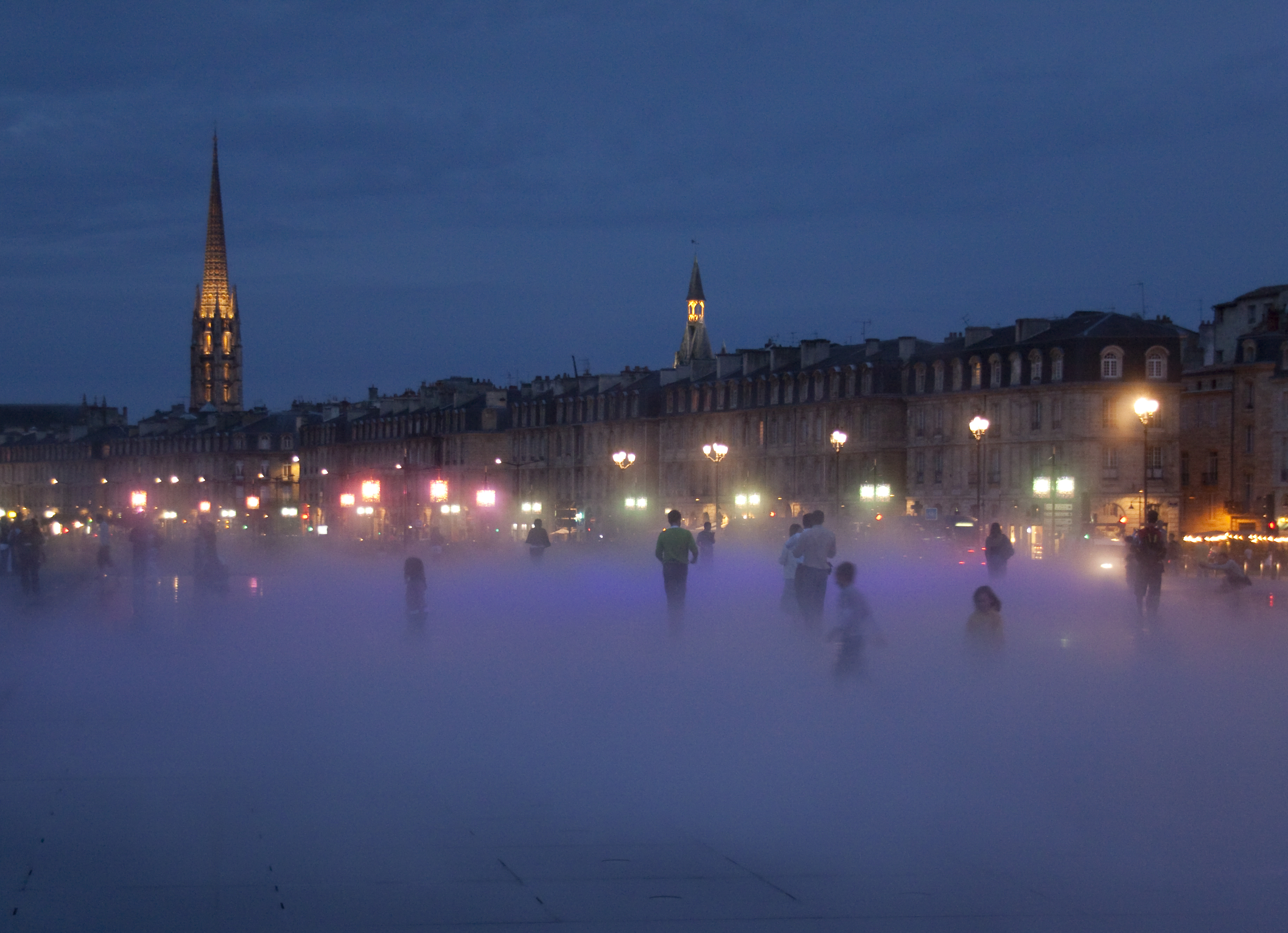
Efectos de neblina de noche, con el nivel bajo de agua.
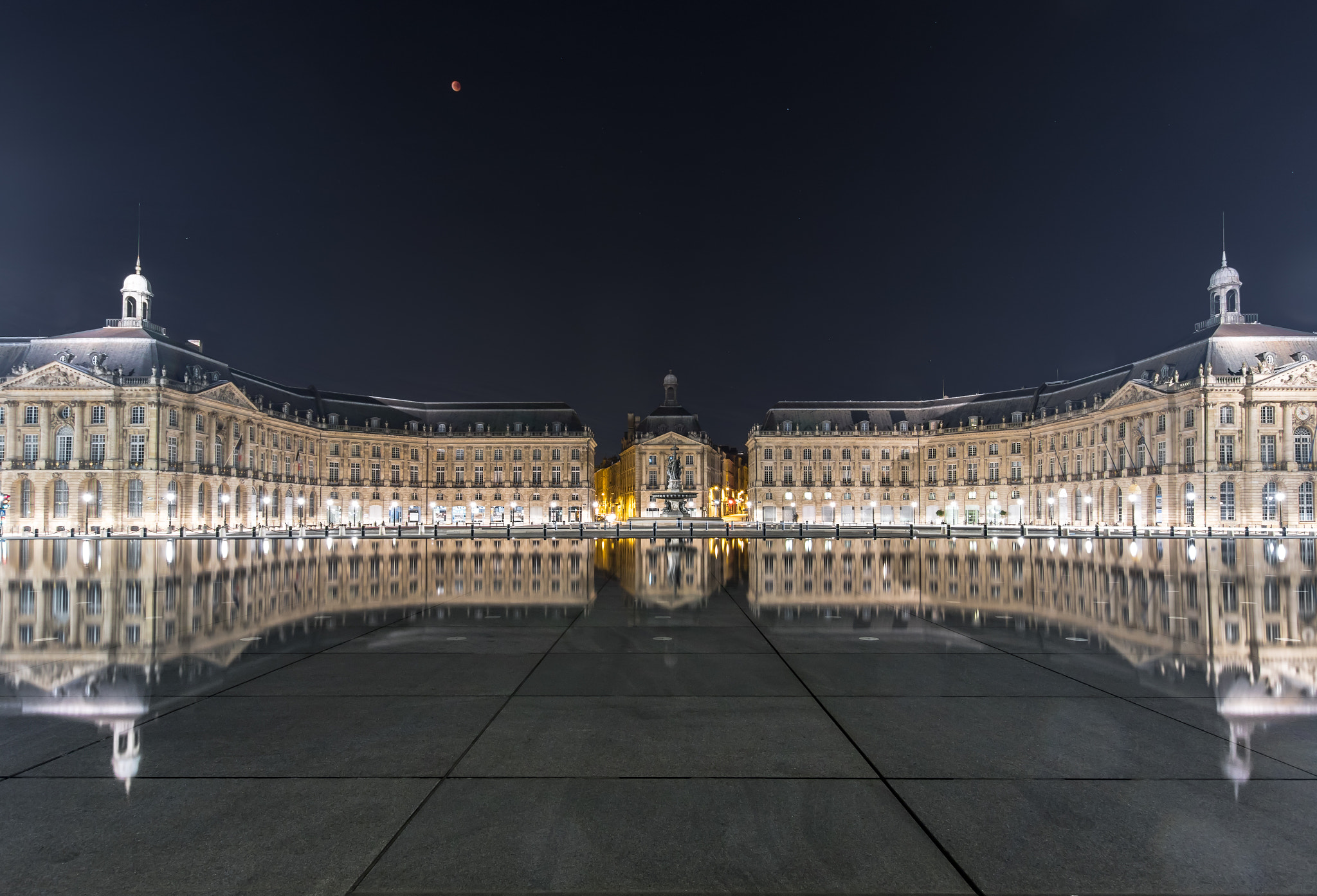
Efectos reflectantes, con el nivel alto de agua.
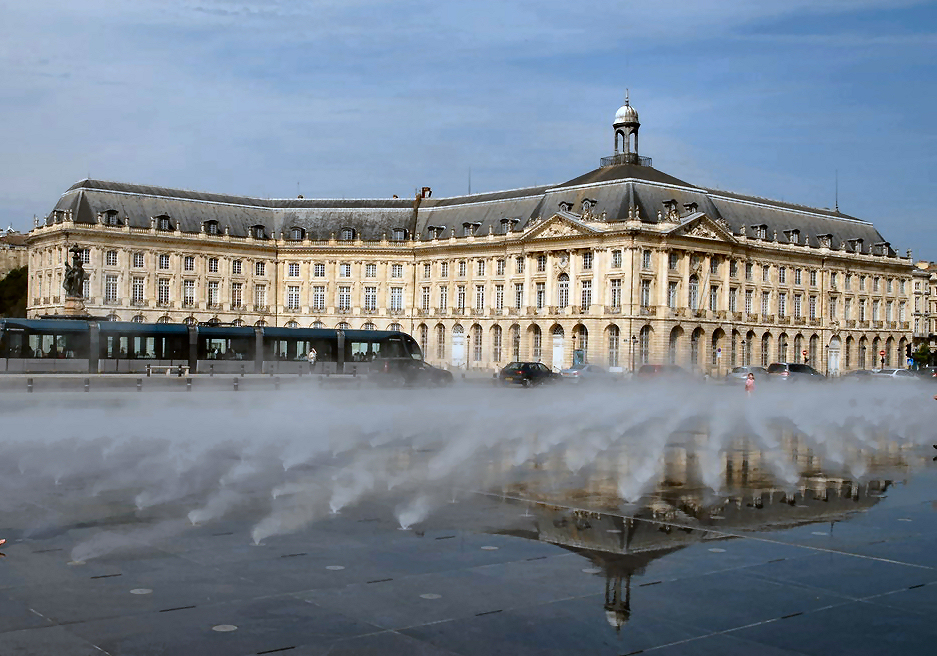
Inyectores de agua pulverizada activos.